# Les Promenades King

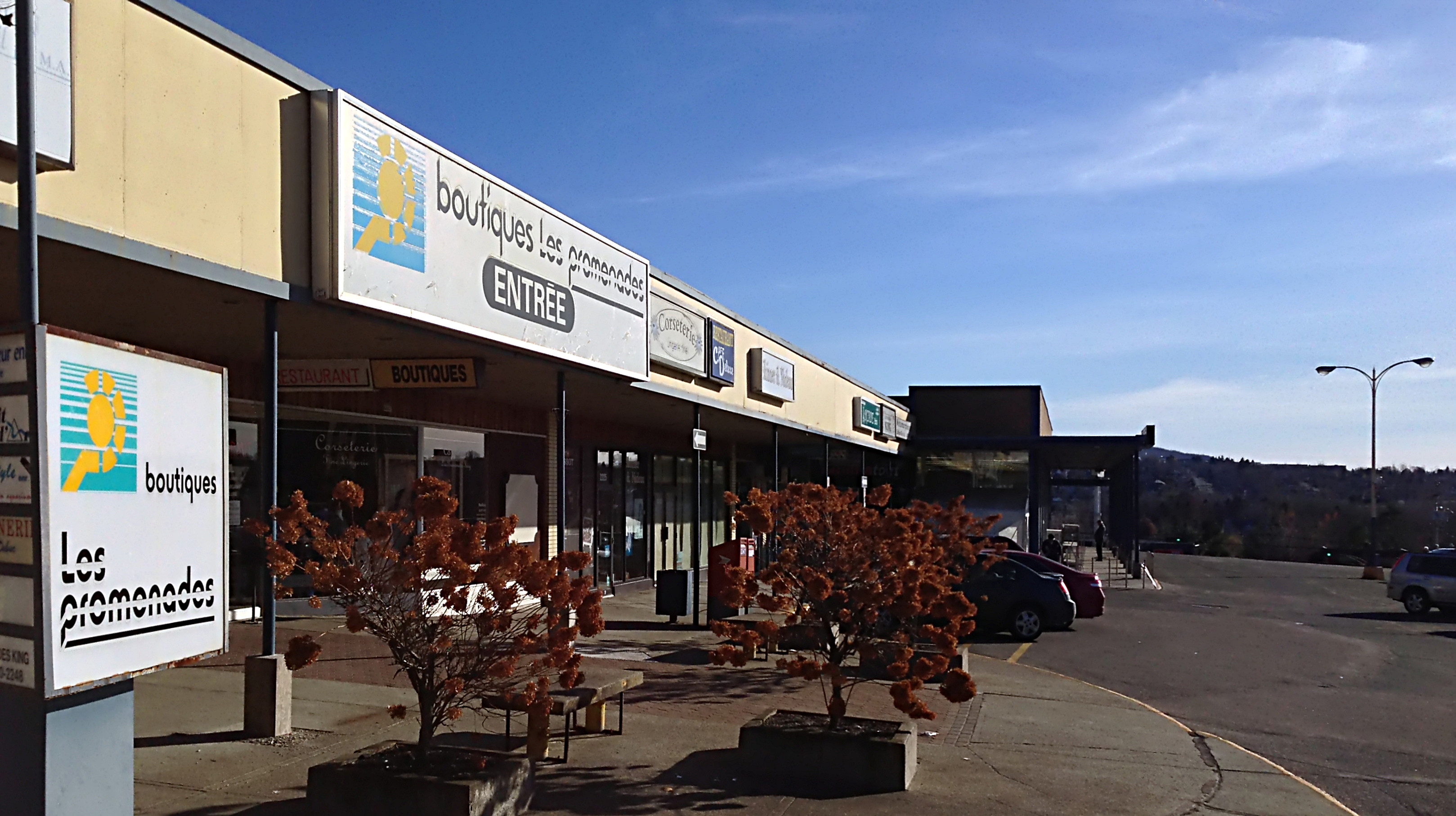
Les Promenades King

Les Promenades King est un centre commercial important à Sherbrooke regroupant environ 55 magasins, bureaux et boutiques accessibles via une promenade extérieure et un mail intérieur. 

## Histoire
La construction des Promenades King, connu sous le nom de Centre d'achats Sherbrooke lors de l'ouverture officielle en 1960,  a «nécessité l'embauche de 200 travailleurs sur le chantier». L'inauguration de cet établissement s'est «éroulée en présence du maire Armand Nadeau et de nombreux dignitaires, en plus d'attirer un millier de personnes». Selon Michel Harnois, directeur général de la Société d'histoire de Sherbrooke, lors de cette journée, «Même le curé de la paroisse Saint-Boniface était sur place pour procéder à la bénédiction de l'endroit, question d'assurer la prospérité du centre commercial».
Il s'agit du premier centre commercial  de ce genre à être construit en Estrie. Aujourd'hui le centre commercial est exploité sous la raison sociale Les Promenades King et est également connu sous le nom de Centre d'achats King .
Il est considéré par le conseil du patrimoine culturel du Québec comme étant le centre commercial le plus authentique de ceux de première génération au Québec.

## Description
Les Promenades King a une superficie de 12 000 pi2 (1 115 m2) et un stationnement de 500 000 pi2 (46 452 m2) qui peut accueillir environ 1 000 voitures. Le centre commercial Les Promenades King est situé sur la rue King Ouest à Sherbrooke, au Québec, au sud-est des autoroutes 10 et 55.
Les Promenades King accueil divers commerces tels que plusieurs bureaux d'affaires, boutiques de modes pour hommes et femmes, épicerie, pâtisserie, restaurant, barbier, salon de coiffure, bijouterie, nettoyeur, magasin de chaussures, pharmacie, agence de voyages, centre floral, salon de quilles et autres.